# Рудолф III (Бургундия)
Рудолф III (на френски: Rodolphe III de Bourgogne, Le Pieux ou Le Fainéant, * 970, † 6 септември 1032) е от 993 до 1032 г. крал на Бургундия, последният представител на династията на Велфите на бургундския престол. Наричан е „Мързеливи“.

## Биография
Той е син на крал Конрад III († 993), крал на Бургундия и втората му съпруга Матилда Френска († 992), дъщеря на западнофранкския крал Луи IV и Герберга Саксонска.
Рудолф е брат на Герберга, Берта и Матилда и полубрат на Гизела. Сестра му Берта е омъжена за Робер II (крал на Франция). Сестра му Гизела е майка на източнофранкския германски крал Хайнрих II от Отоновата династия.
Рудолф, както баща му, е избран и коронован за крал в Лозана. От 993/994 г. Рудолф започва да управлява само от средна Рона до територията около Женевско езеро. Той не бил в състояние да усмири бунтуващите се против него благородници, които го побеждават във война. Само чрез помощта на Ото III и Аделхайд той възстановява отново своя кралски авторитет.
Рудолф е женен първо за Агилтруда. Тя умира бездетна през февруари 1011 г. На 28 юни 1011 г. той се жени за Ирмингарда. Още като годеник той и подарява град Виен със замъка Пипет, графствата Виен и Серморен и територии между Виен и Женевското езеро. Вторият му брак е след пет години също без деца.
Рудолф започнал като първи бургундски крал да раздава графства на епископи.
През февруари 1018 г. Рудолф признава Хайнрих за свой наследник в Майнц и му предава корона и скиптър.
Хайнрих умира през 1024 г. Към края на 1026 г. Рудолф определя за свой наследник на бургундския трон Конрад II от Салическата династия, който не му е роднина.
Рудолф умира на 6 септември 1032 г. и е погребан в катедралата Notre-Dame в Лозана.
През 1034 г. Бургундия влиза в състава на Свещената Римска империя. През 1038 г. император Конрад II издига своя син Хайнрих III за крал на Бургундия.